# Margarida de Tirol
Margarida del Tirol, anomenada Margarete (Margaricda) Maultasch (1318-3 d'octubre de 1369) va ser l'última comtessa del Tirol de la dinastia Meinardina de Gorizia (Gorízia) o Gorízia-Tirol. Quan va morir, Tirol es va reunir amb les terres hereditàries de la casa d'Habsburg.

## Biografia
Margarida (italià Margarete) era l'única filla supervivent d'Enric de Gorízia-Tirol, llavors duc de Caríntia (Enric VIII), marcgravi de Carniola (Enric III) i comte de Tirol (Enric II), amb la seva segona esposa Adelaida, filla del duc güelf Enric I de Brunswick-Lüneburg. Com el seu pare en els seus tres matrimonis havia produït cap hereu mascle, va arribar a un acord amb l'emperador Lluís IV el 1330, que havia de permetre a Margarida succeir en els estats de Caríntia, Carniola i Tirol. En el mateix any, es va casar a l'edat de dotze anys amb Joan Enric de Luxemburg, marcgravi de Moràvia i el fill més jove del rei Joan de Bohèmia i germà del futur emperador Carles IV. Joan havia estat el responsable de deposar del tron de Bohèmia al pare de Margarida el 1310
Malgrat el seu acord amb el pare de Margarida, l'emperador Lluís IV el 1335 va fer un acord secret amb els Habsburg, que donava Caríntia i Carniola al duc Albert II d'Àustria duc Habsburg d'Àustria, que reclamava l'herència d'aquestos territoris com a fill major del rei Albert I d'Alemanya i d'Elisabet de Gorízia-Tirol, tia paterna (germana del seu pare) de Margarida. Quan Enric va morir el 1335 les terres tiroleses van ser reclamades pels Wittelsbach de Baviera, però la jove Margarida va fer ús de la seva afiliació amb la poderosa dinastia dels Luxemburg i, si més no, va poder succeir al seu pare com a comtessa del Tirol.
La situació va empitjorar quan el jove Joan Enric va resultar ser un arrogant i incompetent co·governant que mancava de respecte per l'aristocràcia del Tirol. Els Luxemburg van enviar al seu germà l'hàbil i capacitat Carles (futur emperador Carles IV) al Tirol, però els seus esforços de mediació van ser rebutjats. L'1 de novembre de 1341, Margarrida finalment va refusar l'entrada al seu castell de Tirol de Joan Enric amb el suport dels diversos nobles locals i el van expulsar del país. Ella es va escapar de la venjança dels Luxemburg dirigint-se als seus rivals els Wittelsbach i el 10 de febrer de 1342 i es va casar amb Luis I, marcgravi de Brandenburg (des de 1323), el fill gran de l'emperador Lluís IV, sense ni haver-li estat concedit el divorci de Joan Enric.
Lluís I de Brandenburg fou co-duc de Baviera des 1347 com Lluís V, i es va encarregar de declarar nul i sense efecte el matrimoni de Margarida amb Joan Enric. Els estudiosos Guillem d'Ockham i Marsili de Pàdua van defensar aquesta "primera unió civil" de l'edat mitjana, afirmant que Joan Enric mai havia consumat el seu matrimoni. No obstant això, tant Margarida com el seu marit van ser excomunicats immediatament pel papa Climent VI nou el 1342. L'escàndol es va estendre per tot Europa. Carles IV, rei dels Romans des de 1346, va fer una campanya militar a l'any següent al Tirol, i va posar setge al castell de Tirol, però va haver de retirar sense haver aconseguit res. Una nova aliança va ser Margarida pel matrimoni del fill de Margarida, Meinard III, amb Margarida d'Habsburg, la filla menor del duc Albert II d'Àustria. El 1449 els co-ducs de Baviera es van repartir el ducat de Baviera en dos parts (tres co-ducs per cadascuna) i a LLuís V li va correspondre el co-ducat d'Alta Baviera. Amb l'ajuda del duc Habsburg, la comtessa i el seu segon marit finalment van ser absolts de l'excomunió pel nou papa Innocenci VI el 1359. En la propaganda eclesiàstica d'aquell temps la comtessa va rebre el malnom de "Maultasch" (literalment "borsa de boca", "maultasche"), que significa "puta" o "lletja".
Després de la mort sobtada del seu marit Lluís el 1361, el seu fill Meinard III va succeir al seu pare com duc de l'Alta Baviera (on els germans de Lluís, Otó V i Lluís VI havien renunciat a canvi de la marca de Brandenburg) i comte de Tirol. No obstant això, Meinard va morir menys de dos anys després sense hereus i poc menys d'un mes a partir d'haver complert el vint-i-un anys. La seva mort va precipitar la invasió del Tirol pel seu oncle el duc Esteve II de Wittelsbach, duc de Baviera-Landshut (sorgit de la partició el 1353 del ducat de la Baixa Baviera en Baviera-Landshut i Baviera-Straubing). Esteve, aliat amb Bernabé Visconti senyor de Milà, va tornar a unir les terres de Baviera-Landshut que havien estat de Meinard i llavors va reclamar el Tirol com a hereu del seu nebot. Un cop més davant l'amenaça de perdre el seu patrimoni, Margarida fou induïda finalment a cedir el comtat del Tirol als Habsburg en virtut dels drets del seu cunyat Albert II d'Àustria, al fill d'aquest el duc d'Àustria (i autoproclamat "arxiduc") Rodolf IV, i el comtat finalment va quedar unit als dominis austríacs. El conflicte sobre Tirol va ser resolt per la pau 1369 de Schärding entre el germà i successor de Rodolf, el duc Albert III d'Àustria i el duc Esteve II de Baviera-Lanshut (1347/1353-1375), que va rebre una important compensació financera després de la mort de Margarida.
Margarida va morir a l'exili a Viena el 3 d'octubre de 1369 i està enterrat al Minoritenkirche.

## Posteritat
L'hereu feudal de Margarida hauria estat el fill del seu cosí gran, Frederic III d'Aragó, regent de Sicília (fill d'Elisabet de Gorízia-Tirol). Després de la seva línia, la successió hauria anat el 1401 a Joana d'Aragó, comtessa de Foix, i el 1407 a Iolanda d'Aragó, reina de Nàpols (ambdues filles de Joan el Caçador, rei a Catalunya i rei d'Aragó). Només el 1740 aquesta descendència hauria convergit amb els titulars efectius del Tirol, quan Maria Teresa, esposa de l'hereu aragonès Francesc III, duc de Lorena, va aconseguir també el Tirol.

## Maultasch
Encara que escriptors contemporanis examinats, com el cronista Joan de Winterthur, van referir-se a la comtessa com a bella, el malnom de Maultasch va donar lloc a la noció generalitzada d'una dona amb trets deformes. Quentin Matsys de 1513 "El retrat de la duquessa lletja", segons un esbós de Leonardo da Vinci, podria referir-se a Margarida, i va ser el model de Sir John Tenniel per a la "duquessa" en les il·lustracions d'Alícia al País de les Meravelles de Lewis Carroll. Lion Feuchtwanger va utilitzar la seva història en la seva novel·la "La duquessa lletja" i el 1816 Jacob Grimm van recollir la "Llegenda de Margarida" en les seves sagues de llibres alemanys. La història del setge infructuós per Margarida del castell de Hochosterwitz a Caríntia, i la seva sagaç guarnició, va ser popularitzat pel psicòleg Paul Watzlawick.
El malnom apareix per primera vegada al voltant de 1366 en una versió bavaresa de la "Crònica Universal Saxona" (Sächsische Weltchronik) i va ser reproduït per la "Crònica d'Àustria" (Österreichische Chronik) el 1393. L'expressió equivalia més o menys a "prostituta, o dona de vida fàcil", pel que s'utilitzava principalment en la propaganda papal i a Bohèmia. Des de 1425 se li va donar al sobrenom un valor literal (Maultasch significa borsa de boca), fent creure que la cara de Margarida estava desfigurat per una boca deformada (Filippo Villani, el 1400, la defineix com "medusa"). Per tant, la llegenda que fa a Margarida com a particularment lletja és probablement sense fonament, ja que els contemporanis l'han descrit com molt bella. També va suggerir que el sobrenom prové de la seva parla ràpida o poc pronunciada, no té cap base històrica; una tercera explicació deriva el seu sobrenom d'un dels llocs on Margarida probablement li agradava quedar-se, el castell de Neuhaus prop de Terlano (a la província de Bolzano), conegut popularment com a castel "Maultasch", nom que es deriva dels costums locals i prové del llatí "mala tasca" ("ratera").